# Alojz Přidal
Alojz Přidal (ur. 20 maja 1956) – słowacki polityk i fizyk, poseł do Rady Narodowej.

## Życiorys
Z wykształcenia jest fizykiem jądrowym. W latach 2002–2006 zasiadał w Radzie Narodowej, będąc jednocześnie zastępcą członka Zgromadzenia Parlamentarnego Rady Europy (2004–2006). W wyborach 2010 został ponownie wybrany do Rady Narodowej, a w 2012 uzyskał reelekcję.